# Hans-Erik Bachmann
Hans-Erik Bachmann, född 25 april 1905 i Dresden, död 10 november 1961 i Oscars församling, Stockholm, var en svensk advokat och kommunalpolitiker (höger).
Efter studentexamen 1923 blev Bachmann juris kandidat vid Lunds universitet 1930. Han genomförde tingstjänstgöring i Västra Göinge domsaga 1930–33, var biträde hos advokaterna Sigfrid Lindström och Åke Wiberg i Malmö 1933–37, delägare i Åke Wibergs advokatbyrå i Malmö 1937–40 och i advokatfirman Lindell & Bachmann där från 1941. Han blev ledamot av Sveriges Advokatsamfund 1935 och var suppleant i dess nämnd.
Bachmann var ledamot av Malmö stadsfullmäktige 1947–57, vice ordförande i brandstyrelsen 1947–54 samt vice ordförande i drätselkammaren 1951–52 och 1955–57. Han var även ombudsman vid Jordbrukarbanken i Malmö. 